# Muriel Hurtis-Houairi

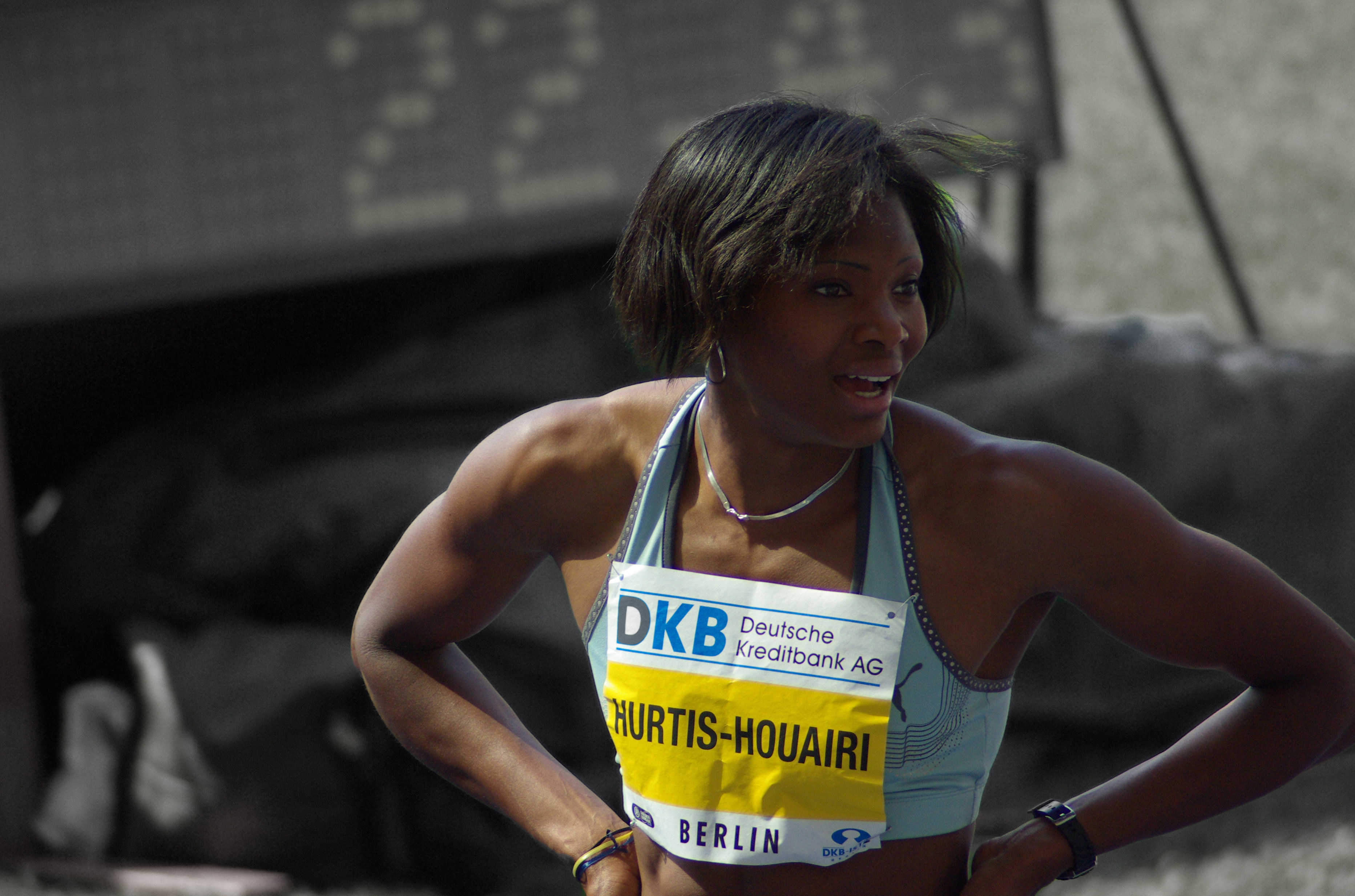
Muriel Hurtis-Houriari tijdens de ISTAF-meeting in Berlijn, 2008.

Muriel Hurtis-Houairi (Bondy, 25 maart 1979) is een Franse sprintster, die is gespecialiseerd in de 200 m. Ze is zesvoudig Frans kampioene, drievoudig Europees kampioene en tweevoudig wereldkampioene (junioren en senioren) in deze discipline. In een latere fase van haar loopbaan stapte zij over op de 400 m, waarop zij ook nog eens twee nationale titels veroverde. Ze nam viermaal deel aan de Olympische Spelen en won hierbij één bronzen medaille op de 4 x 100 m estafette.

## Biografie

### Jeugd
Hurtis, wier ouders afkomstig zijn uit Guadeloupe, boekte haar eerste succes in 1997 door een zilveren medaille te winnen op de 200 m tijdens de Europese kampioenschappen voor junioren in Ljubljana. Een jaar later won ze goud op dezelfde afstand bij de wereldkampioenschappen voor junioren in Annecy en veroverde zij bovendien zilver op de 4 x 100 m estafette.

### OS 2000: zicht op eremetaal
Op de wereldkampioenschappen van 1999 in Sevilla behaalde ze op de 4 x 100 m opnieuw een zilveren medaille. Samen met Patricia Girard, Katia Benth en Christine Arron snelde ze achter het team van de Bahama's (1e in 41,92 s) naar de Franse recordtijd van 42,06. Een jaar later viel ze op de Olympische Spelen van 2000 in Sydney op dit nummer net buiten de prijzen. Samen met Linda Ferga, Fabé Dia en Christine Arron werd ze vierde in 42,42. Op 10 april 2008 werd echter de uitslag van de Amerikaanse atlete Marion Jones uit de uitslag geschrapt en tevens de prestatie van de Amerikaanse estafetteploeg ongeldig verklaard. Het IOC moest nog een besluit nemen over een verdeling van de medailles. In 2010 werd het besluit van het IOC ongedaan gemaakt door een uitspraak van het Hof van Arbitrage voor Sport en kregen de ploeggenoten van Marion Jones hun medailles terug en bleef de uitslag voor Muriel Hurtis onveranderd.
In 2001 werd het op de WK in Edmonton andermaal zilver en opnieuw op de 4 x 100 m. Vlak achter het winnende Duitse team (eerste in 42,32) snelden Sylviane Félix, Frédérique Bangué, Muriel Hurtis en Odiah Sidibé naar 42,39 en bleven hierbij het Jamaicaanse viertal een honderdste seconde voor.

### In drie jaar zesmaal goud en eenmaal brons
Muriel Hurtis, die reeds in 2000 op haar specialiteit Europees indoorkampioene was geworden, prolongeerde die titel twee jaar later op de EK indoor in Wenen, zij het dat het ditmaal met 22,52 ruim een halve seconde sneller ging dan in 2000. In het buitenseizoen liep zij vervolgens ook op de Europese kampioenschappen in München naar het goud, tweemaal zelfs: op de 200 m werd ze eerst kampioene in 22,43 en op de 4 x 100 m estafette snelde ze vervolgens in 42,46 naar de zege samen met Delphine Combe, Sylviane Félix en Odiah Sidibé.
Haar beste prestatie leverde Hurtis in 2003 door in Birmingham wereldindoorkampioene te worden op de 200 m. Op de hierop volgende WK in eigen land, te weten in Parijs, boekte ze nieuwe successen. Op de 200 m veroverde zij in 22,59 de bronzen medaille, waarna op de 4 x 100 m estafette voor haar zelfs het goud was weggelegd. Samen met Patricia Girard, Christine Arron en Sylviane Félix liet ze een tijd noteren van 41,78, niet alleen een Frans record, maar hiermee was Frankrijk op dat moment ook het vierde snelste land ooit.

### Olympisch brons
Op de Olympische Spelen van 2004 in Athene sneuvelde Hurtis in de kwartfinale op de 200 m met een tijd van 23,33. Op de 4 x 100 m estafette won ze met haar teamgenotes Véronique Mang, Sylviane Félix en Christine Arron een bronzen medaille.
Direct na de Spelen laste Muriel Hurtis een time-out in. Ze trouwde met de onder de artiestennaam K-mel optredende Franse rapper Kamel Houairi, raakte in verwachting en beviel op 21 maart 2005 van zoon Leyhan. In 2006 maakte zij haar comeback op de EK in Göteborg, maar terugkeren op haar oude niveau bleek zwaarder dan verwacht. Op de 200 m bleef ze in de halve finale steken en op de 4 x 100 m kwam ze als laatste loopster in de finale niet aan lopen toe, omdat haar voorgangster Adrianna Lamalle zich onderweg blesseerde.
Op de WK in Osaka in 2007 was Hurtis-Houairi weliswaar alweer een stuk sneller dan een jaar eerder, maar desondanks bleef ze nog steeds zo'n halve seconde verwijderd van haar beste 200 metertijd uit 1999 en daar kwam ze in Osaka niet ver mee. De kwartfinale was deze keer zelfs al haar eindstation.
Vermeldenswaard is nog haar overwinning op de 200 m tijdens de wereldatletiekfinale, in september 2007. Met 22,73 was ze Debbie Ferguson-McKenzie (zilver) en LaShauntea Moore (brons) de baas.
In 2008 nam Hurtis-Houairi op de Olympische Spelen van Peking wederom deel aan de 200 m en de 4 x 100 m estafette. Het resultaat leek erg op dat van de EK in Göteborg uit 2006: weer sneuvelde ze op de 200 m met 22,71 in de halve finale, terwijl het Franse vrouwenteam in haar heat door een mislukte wissel alle kansen vergooide.

### Overstap naar 400 m
In 2009 slaagde Hurtis-Houairi er niet in om te voldoen aan de kwalificatie-eisen voor de WK in Berlijn. Blessures aan haar hamstrings speelden haar parten en dus zag de Française dit toernooi aan haar neus voorbij gaan. Het zal er mede toe hebben geleid, dat zij nadien besloot om haar koers te wijzigen en zich in het vervolg toe te leggen op de 400 m. Die verandering betaalde zich uit. Ze veroverde in 2010 haar eerste Franse titel in deze discipline (haar zevende nationale titel in totaal) en was er op de EK in Barcelona weer bij. In de Spaanse stad bereikte ze tweemaal de finale: op de individuele 400 m werd ze achtste en op de 4 x 400 m estafette snelde ze samen met haar teamgenotes naar de zesde plaats.

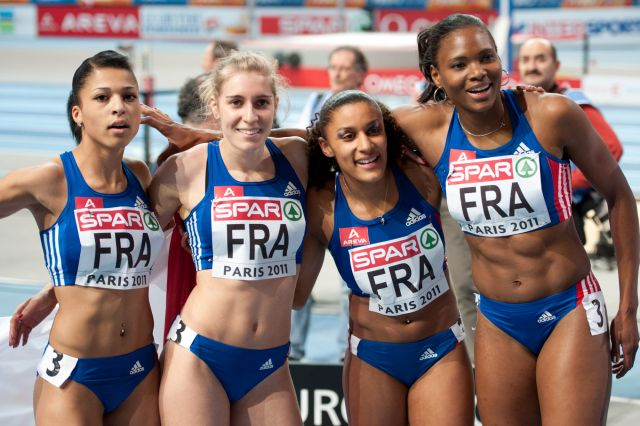
Muriel Hurtis-Houriari (geheel rechts) als lid van de Franse 4 x 400 m estafetteploeg, die op de EK indoor van 2011 in Parijs het brons veroverde.

### Brons op EK indoor
Een jaar later was er zelfs weer eremetaal voor haar weggelegd. Op de EK indoor in eigen huis, Parijs, liep zij op de 4 x 400 m estafette samen met Laetitia Denis, Marie Gayot en Floria Guei in 3.32,16 naar het brons, weliswaar op grote afstand van het ongenaakbare Russische team, maar vlak achter het Britse viertal, dat in 3.31,36 naar het zilver greep. Later dat jaar was bijna hetzelfde Franse viertal (alleen Phara Anacharsis verving Laetitia Denis) er ook bij op de WK in Daegu, maar daar kwamen ze niet verder dan de serie.
In 2012 nam Muriel Hurtis-Houairi op de 400 m opnieuw deel aan de belangrijkste toernooien van het jaar, terwijl zij bovendien voor de tweede keer Frans kampioene werd in haar nieuwe specialiteit. Op de EK in Helsinki haalde zij op de 400 m net als in Barcelona de finale, maar was zij niet bij machte om haar goede prestatie van 52,11 in haar serie te herhalen. Ze eindigde, ook weer net als twee jaar terug, als achtste. Op de Olympische Spelen in Londen maakte zij vervolgens weer deel uit van het Franse 4 x 400 m estafetteteam, hetzelfde viertal als in Daegu. Ditmaal leverde hun optreden een zesde plaats op. Het betekende dan wel geen eremetaal, maar was ten minste goed genoeg voor een olympisch diploma.

### Deelname aan zesde WK
Hurtis-Houairi was intussen allang een vaste waarde geworden in de Franse nationale vier op de 4 x 400 m estafette en dus maakte zij zowel aan het begin van 2013 op de EK indoor in Göteborg als later dat jaar op de WK van 2013 in Moskou opnieuw deel uit van dit team. Beide malen leverde dat een vierde plaats op. Van het team van Daegu en Londen was op de WK in Moskou Anacharsis vervangen door Lénora Guion-Firmin. Bijna slaagden de Françaises er in deze samenstelling in om opnieuw eremetaal te veroveren; het werd ten slotte een vierde plaats in hun beste seizoentijd van 3.24,21. Dat liepen de teams van Rusland, de Verenigde Staten en Groot-Brittannië echter ook en die verdeelden dus de medailles. Voor Hurtis-Hourairi was het de zesde maal in een tijdspanne van veertien jaar, dat zij op een WK voor senioren in het strijdperk was getreden.

## Titels
- Wereldindoorkampioene 200 m - 2003
- Europees kampioene 200 m - 2002
- Europees indoorkampioene 200 m - 2000, 2002
- Frans kampioene 200 m - 2000, 2002, 2008
- Frans kampioene 400 m - 2010, 2012
- Frans indoorkampioene 200 m - 1999, 2002, 2003
- Wereldkampioene junioren 200 m - 1998

## Persoonlijke records
Outdoor
| Onderdeel | Prestatie | Datum             | Plaats  |
| --------- | --------- | ----------------- | ------- |
| 100 m     | 10,96 s   | 22 juni 2002      | Annecy  |
| 150 m     | 17,35 s   | 22 september 1999 | Nantes  |
| 200 m     | 22,31 s   | 24 augustus 1999  | Sevilla |
| 400 m     | 51,41 s   | 20 juli 2010      | Castres |

Indoor
| Onderdeel | Prestatie           | Datum            | Plaats     |
| --------- | ------------------- | ---------------- | ---------- |
| 50 m      | 6,14 s              | 23 februari 2003 | Liévin     |
| 60 m      | 7,09 s              | 23 februari 2003 | Liévin     |
| 100 m     | 11,28 s             | 4 februari 2002  | Tampere    |
| 200 m     | 22,49 s (nat. rec.) | 14 maart 2003    | Birmingham |
| 400 m     | 52,71 s             | 24 februari 2013 | Metz       |

## Palmares

### 60 m
- 2004: 5e WK indoor - 7,17 s

### 100 m
Kampioenschappen
- 2002:  Europacup - 10,96 s
- 2002: 5e Grand Prix Finale - 11,09 s
- 2003: 5e Wereldatletiekfinale - 11,24 s

Golden League-podiumplekken
- 2002:  Meeting Gaz de France – 11,15 s
- 2002:  Herculis – 11,03 s
- 2003:  Golden Gala – 11,10 s

### 200 m
Kampioenschappen
- 1997:  EJK - 23,36 s
- 1998:  WJK - 23,22 s
- 1999:  EK U23 - 22,85 s
- 1999:  Europacup - 22,83 s
- 2000:  EK indoor - 23,06 s
- 2000:  Europacup - 22,70 s
- 2002:  EK indoor - 22,52 s
- 2002:  Wereldbeker - 22,78 s
- 2002:  EK - 22,43 s
- 2002:  Europacup - 22,51 s
- 2003:  WK indoor - 22,54 s
- 2003:  WK - 22,59 s
- 2003:  Wereldatletiekfinale - 22,41 s
- 2003:  Europacup - 22,89 s
- 2004:  Europacup - 22,78 s
- 2006: 5e in ½ fin. EK - 23,80 s (in serie 23,27 s)
- 2007: 5e in ¼ fin. WK - 22,86 s (in serie 22,83 s)
- 2007:  Wereldatletiekfinale - 22,73 s
- 2008: 5e in ½ fin. OS - 22,71 s
- 2008: 8e Wereldatletiekfinale - 23,43 s
- 2009:  EK team - 23,53 s

Golden League-podiumplekken
- 2002:  Meeting Gaz de France – 22,74 s
- 2002:  Memorial Van Damme – 22,64 s
- 2003:  Meeting Gaz de France – 22,62 s
- 2008:  Golden Gala – 22,50 s

### 400 m
- 2010: 8e EK - 52,05 s (in serie 51,97 s)
- 2012: 8e EK - 54,50 s (in serie 52,11 s)

### 4 x 100 m estafette
- 1998:  WJK - 44,07 s
- 1999:  WK - 42,06 s (nat. rec.)
- 2000: 4e OS - 42,42 s
- 2001:  WK - 42,39 s
- 2002:  EK - 42,46 s
- 2002: 4e Wereldbeker - 43,30 s
- 2003:  WK - 41,78 s (nat. rec.)
- 2004:  OS - 42,54 s
- 2006: DNF EK (in serie 43,38 s)
- 2008: DNF in serie OS

### 4 x 400 m estafette
- 2010: 6e EK - 3.28,11
- 2011:  EK indoor - 3.32,16
- 2011: 4e in serie WK - 3.28,02
- 2012: 6e OS - 3.25,92
- 2013: 4e EK indoor - 3.28,71
- 2013: 4e WK - 3.24,21
- 2014:  EK - 3.24,27

1983 Gladisch, Koch, Auerswald, Göhr · 
1987 Brown, Williams, Griffith-Joyner, Marshall · 
1991 Duhaney, Cuthbert, McDonald, Ottey · 
1993 Bogoslovskaja, Maltsjoegina, Voronova, Privalova · 
1995 Mondie-Milner, Guidry-White, Gaines, Torrence · 
1997 Gaines, Jones, Miller, Devers · 
1999 Fynes, Sturrup, Davis-Thompson, Ferguson · 
2001 Paschke, G. Rockmeier, B. Rockmeier, Wagner · 
2003 Girard, Hurtis-Houairi, Félix, Arron · 
2005 Daigle, Lee, Barber, Williams · 
2007 Williams, Felix, Barber, Edwards · 
2009 Facey, Fraser, Bailey, Stewart · 
2011 Knight, Felix, Myers, Jeter · 
2013 Russell, Stewart, Calvert, Fraser-Pryce · 
2015 Campbell-Brown, Morrison, Thompson, Fraser-Pryce · 
2017 Brown, Felix, Akinosun, Bowie · 
2019 Whyte, Fraser-Pryce, Smith, Jackson · 
2022 Jefferson, Steiner, Prandini, Terry · 
2023 Davis, Terry, Thomas, Richardson